# Pallanuoto ai Giochi della XI Olimpiade
Il nono torneo olimpico di pallanuoto si svolse nel corso dei Giochi Olimpici di Berlino del 1936. Le gare si sono disputate dall'8 al 15 agosto 1936.
La formula prevedeva la suddivisione delle 16 squadre in quattro gruppi da 4 squadre ciascuno. Successivamente le prime due squadre di ciascun gruppo (per un totale di 8) si sono qualificate alla fase di semifinale, che constava di due gruppi da 4 squadre ciascuno. Le prime due di ciascuno dei due gruppi sono state infine inserite in un gruppo finale da 4 squadre che ha stabilito l'assegnazione delle medaglie. Le 4 squadre eliminate hanno poi partecipato ad un girone di classificazione per stabilire i posti dal 5º all'8º.
L'Ungheria vinse il suo secondo titolo consecutivo grazie alla miglior media gol rispetto a quella della Germania. Curiosamente, con le regole attuali avrebbe vinto la Germania, in quanto oggi si tiene conto esclusivamente della differenza reti

## Podio
| Evento              | Oro      | Argento  | Bronzo |
| Pallanuoto maschile | Ungheria | Germania | Belgio |

## Squadre partecipanti
GRUPPO 1
- Belgio
- Paesi Bassi
- Stati Uniti
- Uruguay

GRUPPO 2
- Gran Bretagna
- Jugoslavia
- Malta
- Ungheria

GRUPPO 3
- Cecoslovacchia
- Francia
- Germania
- Giappone

GRUPPO 4
- Austria
- Islanda
- Svezia
- Svizzera

## Turno preliminare
Nel primo turno ciascuna squadra affrontò ogni altra quadra del girone, per un totale di tre gare. In caso di parità di punti alla fine del girone, era valida la differenza reti. Le prime due di ciascun gruppo si qualificarono al secondo turno, mentre la terza e la quarta vennero definitivamente eliminate dal torneo.

### Gruppo 1
|    | Squadra     | Pti | G | V | P | S | GF | GS | Diff |
| -- | ----------- | --- | - | - | - | - | -- | -- | ---- |
| 1. | Belgio      | 5   | 3 | 2 | 1 | 0 | 6  | 4  | +2   |
| 2. | Paesi Bassi | 4   | 3 | 1 | 2 | 0 | 5  | 4  | +1   |
| 3. | Stati Uniti | 2   | 3 | 1 | 0 | 2 | 7  | 8  | -1   |
| 4. | Uruguay     | 1   | 3 | 0 | 1 | 2 | 2  | 4  | -2   |

| Data      | Ora   | Partita     | Partita | Partita     |
| --------- | ----- | ----------- | ------- | ----------- |
| 8 agosto  | 11:25 | Belgio      | 1 - 0   | Uruguay     |
| 8 agosto  | 16:15 | Paesi Bassi | 3 - 2   | Stati Uniti |
| 9 agosto  | 11:30 | Stati Uniti | 2 - 1   | Uruguay     |
| 9 agosto  | 17:50 | Paesi Bassi | 1 - 1   | Belgio      |
| 10 agosto | 11:30 | Paesi Bassi | 1 - 1   | Uruguay     |
| 10 agosto | 12:10 | Belgio      | 4 - 3   | Stati Uniti |

### Gruppo 2
|    | Squadra       | Pti | G | V | P | S | GF | GS | Diff |
| -- | ------------- | --- | - | - | - | - | -- | -- | ---- |
| 1. | Ungheria      | 6   | 3 | 3 | 0 | 0 | 26 | 2  | +24  |
| 2. | Gran Bretagna | 4   | 3 | 2 | 0 | 1 | 13 | 15 | -2   |
| 3. | Jugoslavia    | 2   | 3 | 1 | 0 | 2 | 11 | 8  | +3   |
| 4. | Malta         | 0   | 3 | 0 | 0 | 3 | 2  | 27 | -25  |

| Data      | Ora   | Partita       | Partita | Partita       |
| --------- | ----- | ------------- | ------- | ------------- |
| 8 agosto  | 12:05 | Gran Bretagna | 8 - 2   | Malta         |
| 8 agosto  | 16:55 | Ungheria      | 4 - 2   | Jugoslavia    |
| 9 agosto  | 10:45 | Ungheria      | 12 - 0  | Malta         |
| 9 agosto  | 16:30 | Gran Bretagna | 4 - 3   | Jugoslavia    |
| 10 agosto | 12:50 | Jugoslavia    | 7 - 0   | Malta         |
| 10 agosto | 17:00 | Ungheria      | 10 - 1  | Gran Bretagna |

### Gruppo 3
|    | Squadra        | Pti | G | V | P | S | GF | GS | Diff |
| -- | -------------- | --- | - | - | - | - | -- | -- | ---- |
| 1. | Germania       | 6   | 3 | 3 | 0 | 0 | 27 | 3  | +24  |
| 2. | Francia        | 4   | 3 | 2 | 0 | 1 | 12 | 10 | +2   |
| 3. | Cecoslovacchia | 2   | 3 | 1 | 0 | 2 | 7  | 12 | -5   |
| 4. | Giappone       | 0   | 3 | 0 | 0 | 3 | 4  | 25 | -21  |

| Data      | Ora   | Partita        | Partita | Partita        |
| --------- | ----- | -------------- | ------- | -------------- |
| 8 agosto  | 17:35 | Germania       | 8 - 1   | Francia        |
| 8 agosto  | 18:15 | Cecoslovacchia | 4 - 3   | Giappone       |
| 9 agosto  | 12:10 | Francia        | 8 - 0   | Giappone       |
| 9 agosto  | 15:50 | Germania       | 6 - 1   | Cecoslovacchia |
| 10 agosto | 13:30 | Germania       | 13 - 1  | Giappone       |
| 10 agosto | 17:40 | Francia        | 3 - 2   | Cecoslovacchia |

### Gruppo 4
|    | Squadra  | Pti | G | V | P | S | GF | GS | Diff |
| -- | -------- | --- | - | - | - | - | -- | -- | ---- |
| 1. | Austria  | 6   | 3 | 3 | 0 | 0 | 17 | 1  | +16  |
| 2. | Svezia   | 4   | 3 | 2 | 0 | 1 | 18 | 2  | +16  |
| 3. | Svizzera | 2   | 3 | 1 | 0 | 2 | 7  | 16 | -9   |
| 4. | Islanda  | 0   | 3 | 0 | 0 | 3 | 1  | 24 | -23  |

| Data      | Ora   | Partita  | Partita | Partita  |
| --------- | ----- | -------- | ------- | -------- |
| 8 agosto  | 12:45 | Svizzera | 7 - 1   | Islanda  |
| 8 agosto  | 13:30 | Austria  | 2 - 1   | Svezia   |
| 9 agosto  | 12:50 | Austria  | 9 - 0   | Svizzera |
| 9 agosto  | 17:10 | Svezia   | 11 - 0  | Islanda  |
| 10 agosto | 18:20 | Svezia   | 6 - 0   | Svizzera |
| 10 agosto | 19:00 | Austria  | 6 - 0   | Islanda  |

## Turno di semifinale
Il turno semifinale funzionava esattamente come il primo. Le 8 squadre rimaste sono state inserite in due gruppi da 4 squadre ciascuno dove le prime 2 di ogni gruppo si sono qualificate alla fase successiva. In questa e nella fase finale le squadre ereditano i risultati degli scontri diretti nelle fasi precedenti.

### Gruppo 1
|    | Squadra       | Pti | G | V | P | S | GF | GS | Diff |
| -- | ------------- | --- | - | - | - | - | -- | -- | ---- |
| 1. | Ungheria      | 6   | 3 | 3 | 0 | 0 | 21 | 1  | +23  |
| 2. | Belgio        | 3   | 3 | 1 | 1 | 1 | 4  | 5  | -1   |
| 3. | Paesi Bassi   | 2   | 3 | 0 | 2 | 1 | 5  | 13 | -8   |
| 4. | Gran Bretagna | 1   | 3 | 0 | 1 | 2 | 6  | 20 | -14  |

| Data      | Ora   | Partita     | Partita | Partita       |
| --------- | ----- | ----------- | ------- | ------------- |
| 11 agosto | 11:15 | Paesi Bassi | 4 - 4   | Gran Bretagna |
| 11 agosto | 11:45 | Ungheria    | 3 - 0   | Belgio        |
| 12 agosto | 12:05 | Belgio      | 6 - 1   | Gran Bretagna |
| 12 agosto | 12:45 | Ungheria    | 8 - 0   | Paesi Bassi   |

### Gruppo 2
|    | Squadra  | Pti | G | V | P | S | GF | GS | Diff |
| -- | -------- | --- | - | - | - | - | -- | -- | ---- |
| 1. | Germania | 6   | 3 | 3 | 0 | 0 | 15 | 3  | +12  |
| 2. | Francia  | 4   | 3 | 2 | 0 | 1 | 7  | 1  | +8   |
| 3. | Austria  | 2   | 3 | 1 | 0 | 2 | 5  | 8  | -3   |
| 4. | Svezia   | 0   | 3 | 0 | 0 | 3 | 3  | 8  | +5   |

| Data      | Ora   | Partita  | Partita | Partita |
| --------- | ----- | -------- | ------- | ------- |
| 11 agosto | 17:05 | Germania | 3 - 1   | Austria |
| 11 agosto | 16:25 | Francia  | 2 - 1   | Svezia  |
| 12 agosto | 16:25 | Francia  | 4 - 2   | Austria |
| 12 agosto | 17:05 | Germania | 4 - 1   | Svezia  |

## Turno finale

### Gruppo 1º-4º posto
|         | Squadra  | Pti | G | V | P | S | GF | GS | Diff |
| ------- | -------- | --- | - | - | - | - | -- | -- | ---- |
| Oro     | Ungheria | 5   | 3 | 2 | 1 | 0 | 7  | 2  | +5   |
| Argento | Germania | 5   | 3 | 2 | 1 | 0 | 6  | 3  | +3   |
| Bronzo  | Belgio   | 2   | 3 | 1 | 0 | 2 | 4  | 7  | -3   |
| 4.      | Francia  | 0   | 3 | 0 | 0 | 3 | 1  | 8  | -7   |

| Data      | Ora   | Partita  | Partita | Partita  |
| --------- | ----- | -------- | ------- | -------- |
| 14 agosto | 17:15 | Belgio   | 3 - 1   | Francia  |
| 14 agosto | 17:55 | Germania | 2 - 2   | Ungheria |
| 15 agosto | 17:15 | Germania | 4 - 1   | Belgio   |
| 15 agosto | 17:55 | Ungheria | 5 - 0   | Francia  |

### Gruppo 5º-8º posto
|    | Squadra       | Pti | G | V | P | S | GF | GS | Diff |
| -- | ------------- | --- | - | - | - | - | -- | -- | ---- |
| 5. | Paesi Bassi   | 5   | 3 | 2 | 1 | 0 | 13 | 11 | +2   |
| 6. | Austria       | 3   | 3 | 1 | 1 | 1 | 9  | 9  | 0    |
| 7. | Svezia        | 2   | 3 | 1 | 0 | 2 | 8  | 8  | 0    |
| 8. | Gran Bretagna | 2   | 3 | 0 | 2 | 1 | 9  | 11 | -2   |

| Data      | Ora   | Partita       | Partita | Partita       |
| --------- | ----- | ------------- | ------- | ------------- |
| 13 agosto | 12:30 | Paesi Bassi   | 5 - 4   | Austria       |
| 13 agosto | 13:10 | Svezia        | 4 - 2   | Gran Bretagna |
| 14 agosto | 11:45 | Paesi Bassi   | 4 - 3   | Svezia        |
| 14 agosto | 12:25 | Gran Bretagna | 3 - 3   | Austria       |

## Classifica finale
| Campione Olimpico | Campione Olimpico | Campione Olimpico |
| --- | ----------------- | --- |
| UngheriaBozsi · Brandi · Bródy · Halassy · Hazai · Homonnai · Kutasi · Molnár · Németh · Sárkány · Tarics, CT: László Beleznai |                   | |
| Argento | Germania          | GermaniaBaier · Gunst · Hauser · Kienzle · Klingenburg · Krug · Schneider · Schulze · Schürger · Schwenn · Stolze, CT: -                                       |
| Bronzo | Belgio            | BelgioBlitz · Casteleyns · Coppieters · De Combe · De Pauw · Disy · Isselé · Michiels · Stoelen · Matthys · Van den Bossche, CT: -                             |
| 4. | Francia           | FranciaBusch · Delporte · Joder · Lambert · Lefèbvre · Padou · Van de Casteele · Cremers · Cuvilly · Diener · Thibaud, CT: Paul Beulque                        |
| 5. | Paesi Bassi       | Paesi Bassiden Hamer · Franken · Maier · Regter · van Aelst · van Heteren · van Oostrom Soede · van Woerkom · Veenstra · Stam · Mooi Wilten, CT: Frans Kuijper |
| 6. | Austria           | AustriaBlasl · Hawlik · Kunz · Lergetporer · Müller · Ploner · Riedl · Schönfels · Seitz · Steinbach · Wenninger, CT: -                                        |
| 7. | Svezia            | SveziaAndersson · Berg · Holm · Lindzén · Ljungqvist · Nauman · Persson · Pettersson · Sandström · Svensson · Sjöström, CT: -                                  |
| 8. | Gran Bretagna     | Gran BretagnaAblett · Blake · Grogan · Martin · McGregor · Milton · Mitchell · North · Palmer · Sutton · Temme, CT: -                                          |
| 9. | Jugoslavia        | JugoslaviaMihovilović • Tarana • Cvjetković • Roje • Bonačić • Ciganović • Tošović • Ćurlica • Fux • Giovanelli • Pavičić, CT:                                 |
| 9. | Stati Uniti       | Stati UnitiBeck · Daubenspeck · Finn · Fiske · Lauer · McCallister · O'Connor · Ruddy · Wildman · Graham · Kelly, CT: Clyde Swendsen                           |
| 9. | Cecoslovacchia    | CecoslovacchiaBoubela · Bušek · Epstein · Koutek · Medřický · Schmuck · Vondřejc · Kroc · Mikšovský · Schmuck · Tomášek, CT: -                                 |
| 9. | Svizzera          | SvizzeraDenzler · Gysel · Kopp · Meier · Mermoud · Vessaz · Wyss · Zirilli · Maillefer · Nobs · Walter, CT: -                                                  |
| 9. | Uruguay           | UruguayBatignani · Castro · Costemalle · Figueroa · M. García · Pereira · H. García · de Souza · Pérez · Pescador · Valentini, CT: -                           |
| 9. | Giappone          | GiapponeFurusho · Kataoka · Katsuhisa · Sakagami · Takahashi · Tano · Wada · Wakayama · Maeda · Takagi · Takahashi, CT: -                                      |
| 9. | Islanda           | IslandaJ. Guðmundsson · Þ. Guðmundsson · Halldórsson · Hjálmarsson · J. Jónsson · S. Jónsson · Pálsson · Þórðarson · Einarsson · Sigurjónsson · Snæland, CT: - |
| 9. | Malta             | MaltaFrendo Azzopardi · Demicoli · Lanzon · Wismayer · Schembri · B. Podestá · Scott · W. Podestá · Chetcuti · Albanese · Parlato Trigona, CT: -               |

## Fonti
- (EN)  Comitato Olimpico Internazionale: database medaglie olimpiche.
- (EN)  Comitato Organizzatore,  The XIth Olympic Games - Berlin, 1936 - Official report, 1937, pagg.984-995 (la84foundation.org Archiviato il 9 luglio 2007 in Internet Archive.).
- (EN) Sports123.com[collegamento interrotto].